# Mylabris holosericea
Mylabris holosericea es una especie de coleóptero de la familia Meloidae.

## Distribución geográfica
Habita en Senegal y en Sudáfrica.